# Empoasca rubraza
Empoasca rubraza är en insektsart som beskrevs av Paul W. Oman 1936. Empoasca rubraza ingår i släktet Empoasca och familjen dvärgstritar. Inga underarter finns listade i Catalogue of Life.